# Кобра
Кобра — традиционное название некоторых ядовитых змей из семейства аспидов (Elapidae), в современной научной классификации не образующих единой таксономической группы. Способны в случае опасности раздвигать грудные рёбра, образуя подобие капюшона. При укусе впрыскивают в организм до 7 мл яда, который вызывает проблемы с дыханием и остановку сердца за 24 часа. В основном кобрами называют представителей рода настоящие кобры (Naja), однако некоторые виды принадлежат к другим родам того же семейства:
- Щитковые кобры (Aspidelaps)
- Водяные кобры (Boulengerina)
- Ошейниковые кобры (Hemachatus)
- Королевские кобры (Ophiophagus)
- Лесные кобры (Pseudohaje)
- Пустынные кобры (Walterinnesia)
- Плюющиеся кобры (Naja sputatrix)[уточнить]